# Маскевич, Кирилл Андреевич
Кирилл Андреевич Маскевич (род. 6 марта 1998, Борисов, Беларусь) — белорусский борец греко-римского стиля. Обладатель кубка мира (2020), серебряный призёр Чемпионата мира 2021 года, призёр чемпионатов Европы (2021, 2024, 2025), участник Олимпийских игр 2020 года в Токио.
Пятикратный Чемпион Республики Беларусь (2021-2025).

## Биография
Родился и вырос в Борисове. Пришёл в секцию греко-римской борьбы в 2008 году к Ажигову Олегу Хаматхановичу, который и привил любовь к спорту. Тренируется под руководством Ажигова до сих пор, в тандеме с Амбражевичем Николаем Геннадьевичем.
Выпускник заочного отделения факультета физического воспитания Белорусского государственного педагогического университета.

## Спортивная карьера
Первый успех на международной арене пришёл на Первенстве Европы среди юниоров в 2018 году,который проходил в Риме (Италия). По ходу соревнований поочерёдно выиграл представителя Финляндии и Эстонии,а в полуфинале уступил Александру Комарову из России.
В борьбе за бронзовую награду против армянского спортсмена , на первой минуте схватке провёл два амплитудных броска и завершил схватку досрочно,тем самым завоевав бронзу данного форума.
В 2019 году на Чемпионате Мира до 23-х лет,который проходил в Будапеште,без проблем дошёл до стадии полуфинала победив спортсменов из Америки,Литвы и Турции. В схватке за выход в финал проиграл Семёну Новикову из Украины. В малом финале был сильнее представителя Хорватии Ивана Хуклека и стал обладателем бронзовой медали.
В 2020 году стал бронзовым призёром Чемпионата Беларуси, уступив Николаю Стадубу, который принёс сборной Беларуси неименную лицензию на Олимпийские игры в Токио. Спустя две недели на международном турнире в Ницце (Франция) поочерёдно выигрывает Гурама Хецуриани (Грузия), Ислама Аббасова (Азербайджан), Торнике Джамашвили (Грузия) и выходит финал, где берет реванш у Николая Стадуба.
Спустя ещё пару недель на Чемпионате Европы в Риме (Италии) на начальной стадии турнира уступает в спорной схватке Исламу Аббасову из Азербайджана и выбывает из борьбы за медаль.
Белград(Сербия),Индивидуальный Кубок Мира 2020 - турнир где Кирилл Маскевич заявил о себе на весь борцовский мир.
На стадии 1/8 финала был сильнее представителя Греции. В 1/4 финала победил Итальянца , порадовав публику амплитудным броском. В полуфинале выиграл грузинского борца представляющего Сербию - Зураба Датунашвили и вышел в финал. В борьбе за золото в доминирующей манере, досрочно победил действующего Олимпийского Чемпиона 2016 года - Давида Чакветадзе из России.
В феврале 2021 года становится Чемпионом Беларуси.
Чемпионат Европы 2021 в Варшаве (Польша). При тяжелейшем жребии выходит в финал , победив Виктора Лоренца (Венгрия), Милада Алирзаева (Россия), Торнике Джамашвили (Грузия) и Тупала Бесултанова (Дания). В схватке за золото уступил сербу Зурабу Датунашвили и остался с серебром.
Примечательно, что соперники Маскевича за лидерство внутри страны завоевали медали на этом же Чемпионате Европы — Николай Стадуб поднялся в весовую категории до 97 кг и завоевал бронзу, а Радик Кулиев спустился на вес ниже до 82 кг и стал серебряным призёром.
На Олимпийских Играх в Токио уступил на стадии 1/8 финала представителю Египта Маххамету Метвалли и выбыл из борьбы за медаль.
Чемпионат Мира 2021 в Осло (Норвегия).
В 1/8 финала в конце схватки против поляка Аркадия Кулинича забрал победные два балла и вышел победителем из напряжённой схватки.
В 1/4 финала разгромно победил двукратного Чемпионами Мира из Турции Матехана Басара.
В 1/2 финала взял вверх над представителем Венгрии Иштваном Такашем и вышел в финал.
В финале не получилось взять реванш за Чемпионат Европы 2021 у Зураба Датунашвили (Сербия),допустив ошибку проиграл досрочно , опять оставшись с серебром.
По итогам 2021 года занял 3 строчку рейтинга Международной Федерации Борьбы (UWW) в весовой категории до 87кг.
Федерация Борьбы Беларуси (БФБ) , во главе с Селимовым Алимом Максимовичем , признали Кирилла Маскевича борцом года.
На Чемпионате Беларуси 2022 который проходил в Солигорске, в финале победил Радика Кулиева и тем самым, защитил титул Чемпиона Беларуси. По многочисленным опросам получил приз зрительских симпатий Чемпионата.
Из-за конфликтов России и Украины белорусские спортсмены были отстранены от официальных стартов. Поэтому была  создана альтернатива - Борцовская Лига Поддубного, которая прошла в Москве 18-20 мая. По ходу соревнований Кирилл получил травму рёбер и в труднейших условиях вышел в финал, где не смог восстановиться после тяжёлого дня и уступил своему соотечественнику Игорю Ярошевичу.
Чемпионат Беларуси по борьбе 2023 года проходил в Молодечно. Где по ходу турнира досрочно победил Радика Кулиева (9-0), а в финале Игоря Ярошевича (0-5)-став трехкратным чемпионом Беларуси.
Не выступая на международной арене почти два года, в рамках Борцовской Лиги Поддубного, Кириллу была организована встреча с первым номером рейтинга международного объединения борьбы (UWW) - турком ALI CENGIZ. 29 июля во Владикавказе проходил PWL-5, в согласном событии вечера Кирилл за 44 секунды одержал победу проведя два 4-х бальных броска.
В апреле 2025 года на чемпионате Европы в Братиславе в весовой категории до 97 кг завоевал бронзовую медаль. В схватке за третье место одолел соперника из Нидерландов Тайроне Стеркенбурга.